# Cormoret
Cormoret är en ort och kommun i distriktet Jura bernois i kantonen Bern, Schweiz. Kommunen har 512 invånare (2023).